# Treyarch
Treyarch Corporation ( /ˈtreɪɑːrk/ TRAY-ark; anteriormente Treyarch Invention LLC) es un desarrollador de videojuegos estadounidense con sede en Los Ángeles y estudios adicionales en Vancouver, Canadá; y Austin, Texas. Fundada en 1996 por Peter Akemann y Doğan Köslü, fue adquirida por Activision en 2001. El estudio es conocido por su trabajo en la serie Call of Duty, que desarrolla junto a Infinity Ward, Sledgehammer Games y Raven Software.

## Juegos desarrollados
| Nombre                                              | Plataforma(s)                                                               | Año de Lanzamiento |
| --------------------------------------------------- | --------------------------------------------------------------------------- | ------------------ |
| Die by the Sword                                    | PC                                                                          | 1998               |
| Die by the Sword: Limb from Limb                    | PC                                                                          | 1998               |
| Triple Play 2000                                    | Nintendo 64                                                                 | 1999               |
| Draconus: Cult of the Wyrm                          | Dreamcast                                                                   | 2000               |
| Triple Play 2001                                    | PlayStation, PC                                                             | 2000               |
| Tony Hawk's Pro Skater                              | Dreamcast                                                                   | 2000               |
| Tony Hawk's Pro Skater 2                            | Dreamcast                                                                   | 2000               |
| Max Steel: Covert Missions                          | Dreamcast                                                                   | 2000               |
| Triple Play Baseball                                | PlayStation, PlayStation 2, PC                                              | 2001               |
| Spider-Man                                          | Dreamcast                                                                   | 2001               |
| Tony Hawk's Pro Skater 2X                           | Xbox                                                                        | 2001               |
| NHL 2K2                                             | Dreamcast                                                                   | 2002               |
| Spider-Man: The Movie                               | GameCube, PlayStation 2, Xbox                                               | 2002               |
| Kelly Slater's Pro Surfer                           | GameCube, PlayStation 2, Xbox, PC, Mac OS X                                 | 2002               |
| Shaun Palmer's Pro Snowboarder 2                    | PlayStation 2, Xbox                                                         | Cancelado          |
| Minority Report: Everybody Runs                     | GameCube, PlayStation 2, Xbox                                               | 2002               |
| NHL 2K3                                             | GameCube, PlayStation 2, Xbox                                               | 2002               |
| Spider-Man 2                                        | GameCube, PlayStation 2, Xbox                                               | 2004               |
| Ultimate Spider-Man                                 | GameCube, PlayStation 2, Xbox                                               | 2005               |
| Call of Duty 2: Big Red One                         | GameCube, PlayStation 2, Xbox                                               | 2005               |
| Call of Duty 3                                      | PlayStation 3, Xbox 360, Wii, PlayStation 2                                 | 2006               |
| Spider-Man 3                                        | PlayStation 3, Xbox 360, Wii                                                | 2007               |
| 007: Quantum of Solace                              | Xbox 360, PlayStation 3, Wii                                                | 2008               |
| Spider-Man: Web of Shadows                          | Xbox 360, PlayStation 3, Wii                                                | 2008               |
| Call of Duty: World at War                          | Xbox 360, PlayStation 3, Wii, PC                                            | 2008               |
| Call of Duty: Black Ops                             | Xbox 360, PlayStation 3, Wii, PC                                            | 2010               |
| Call of Duty: Black Ops 2                           | Xbox 360, PlayStation 3, Wii U, PC                                          | 2012               |
| Call of Duty: Black Ops 3                           | Xbox One, Xbox 360, PlayStation 4, PlayStation 3, PC                        | 2015               |
| Call of Duty: Black Ops 4                           | Xbox One, PlayStation 4, Microsoft Windows                                  | 2018               |
| Call of Duty: Black Ops Cold War                    | Xbox One, PlayStation 4, Microsoft Windows, PlayStation 5, Xbox Series X\|S | 2020               |
| Call of Duty: Vanguard                              | Xbox One, PlayStation 4, Microsoft Windows, PlayStation 5, Xbox Series X\|S | 2021               |
| Call of Duty: Modern Warfare 2 (videojuego de 2022) | Xbox One, PlayStation 4, Microsoft Windows, PlayStation 5, Xbox Series X\|S | 2022               |